# Ribeirotte
La Ribeirotte est une rivière du Var, prenant sa source entre Bras et Le Val, et se jetant dans l'Argens, au sud de Montfort-sur-Argens après avoir longé le sud de Correns.

## Géographie
De 14,8 km de longueur,.

### Communes et cantons traversées
- Carcès, Correns, Le Val (source[2]), Montfort-sur-Argens (confluent[3])

Soit en termes de cantons, la Ribeirotte prend source et conflue dans le même canton de Brignoles, dans l'arrondissement de Brignoles.

### Bassin versant
La Ribeirotte traverse une seule zone hydrographique « l'Argens de l'Eau salée au Caramy » (Y503) de 684km2. Ce bassin versant est constitué à 69,06 % de « forêts et milieux semi-naturels », à 69,06 % de « forêts et milieux semi-naturels », à 69,06 % de « forêts et milieux semi-naturels », à 69,06 % de « forêts et milieux semi-naturels ».

### Organisme gestionnaire
Le Syndicat mixte de l’Argens (SMA) a été créé le 3 octobre 2014, et il remplace désormais les anciens organismes gestionnaires. Il a pour compétences l’entretien, la gestion, l’aménagement des cours d’eau et la prévention des inondations dans le bassin de l’Argens, ainsi que la restauration des milieux. Il regroupe soixante-quatorze communes et huit intercommunalités, et est chargé de mettre en œuvre l’ensemble du programme d’action de prévention des inondations (PAPI complet) de l'Argens et des Côtiers de l'Esterel, ,. 

## Affluent
La Ribeiotte n'a qu'un affluent connu :
- le Vallon de Piaou (rg[note 2]), cours d'eau de 6,3 km[8], qui arrose Le Val et Correns.

### Rang de Strahler
Donc son rang de Strahler est de deux.